# عرب الشعارة
عرب الشعارة إحدى قرى مركز شبين القناطر التابع لمحافظة القليوبية بجمهورية مصر العربية.

## السكان
بلغ عدد سكان عرب الشعارة 4,648 نسمة، حسب الإحصاء الرسمي لعام 2006.